# Ilona Andrássy de Csíkszentkirály et Krasznahorka
Ilona Andrássy de Csíkszentkirály et Krasznahorka (ur. 2 grudnia 1917 w Budapeszcie, zm. 12 czerwca 1990 tamże) – węgierska arystokratka i pielęgniarka.

## Życiorys
Ilona Andrássy była córką Polki Marii Chołoniewskiej i Węgra Manó Andrássyego. Posiadała tytuł hrabiowski. Tworzyła rzeźby z ceramiki. Gromadziła także sztukę w pałacu Betliar.
Kierowała Referatem Rozmieszczenia i Zakwaterowania Węgiersko-Polskiego Komitetu Opieki nad Uchodźcami, który od początku II wojny światowej do 1944 niósł pomoc polskim uchodźcom. Ilona Andrássy często wizytowała obozy dla Polaków, gdzie dostarczała pożywienie, odzież i pieniądze. Pomagała także w ewakuacji polskich żołnierzy do Jugosławii (łącznie od 1940 do 1941 Węgry potajemnie opuściło około 45 000 osób). W 1944 została przełożoną pielęgniarek Stołecznego Chirurgicznego Szpitala Ratunkowego w Budapeszcie. Pełniła tę funkcję do momentu zamknięcia placówki. Sprawowała nadzór nad domami dziecka, pozostającymi pod ochroną Międzynarodowego Komitetu Czerwonego Krzyża.
Po wojnie w przeciwieństwie do większości swojej rodziny nie zdecydowała się uciec na Zachód. Była poddawana represjom przez władze komunistyczne z racji pochodzenia klasowego. Pozbawiono ją majątku. Przesiedlono ją do Hortobágy, gdzie pracowała w gospodarstwie rolnym. W 1961 pod zarzutem szpiegostwa skazano ją na cztery lata pozbawienia wolności. W czasie pobytu w więzieniu, w 1964, rozwiodła się z Dezső Klimkó. Po odbyciu kary była starszą asystentką laboratoryjną w klinice ortopedycznej w Budapeszcie.
Została pochowana w Krásnej Hôrce.
W uznaniu zasług za pomoc Polakom, w 2022 została wyróżniona Medalem Virtus et Fraternitas. Odznaczenie w jej imieniu odebrał Kristóf Erdős z węgierskiego Komitetu Pamięci Narodowej.